# Gare de Hon-Kuroda
La gare de Hon-Kuroda (本黒田駅,Hon-Kuroda-eki) est une gare ferroviaire localisée dans la ville de Nishiwaki, dans la préfecture de Hyōgo au Japon. La gare est exploitée par la compagnie JR West, sur la ligne Kakogawa.

## Disposition des quais
La gare de Hon-Kuroda est une gare disposant d'un quai et d'une voie.

| N° de voie | Ligne      | Direction         |
| ---------- | ---------- | ----------------- |
| 1          | ▆ Kakogawa | Kakogawa/Tanikawa |

## Gares/Stations adjacentes
| JR West            |                   |                   |                   |                    |
| Direction Kakogawa | Ligne de Kakogawa | Ligne de Kakogawa | Ligne de Kakogawa | Direction Tanikawa |
| Kurodashō          |                   | Local 普通        |                   | Funamachiguchi     |